# Liste des maires de Bourg-la-Reine
Cette liste recense les maires de la commune de Bourg-la-Reine, dans le département des Hauts-de-Seine.

## Liste des maires

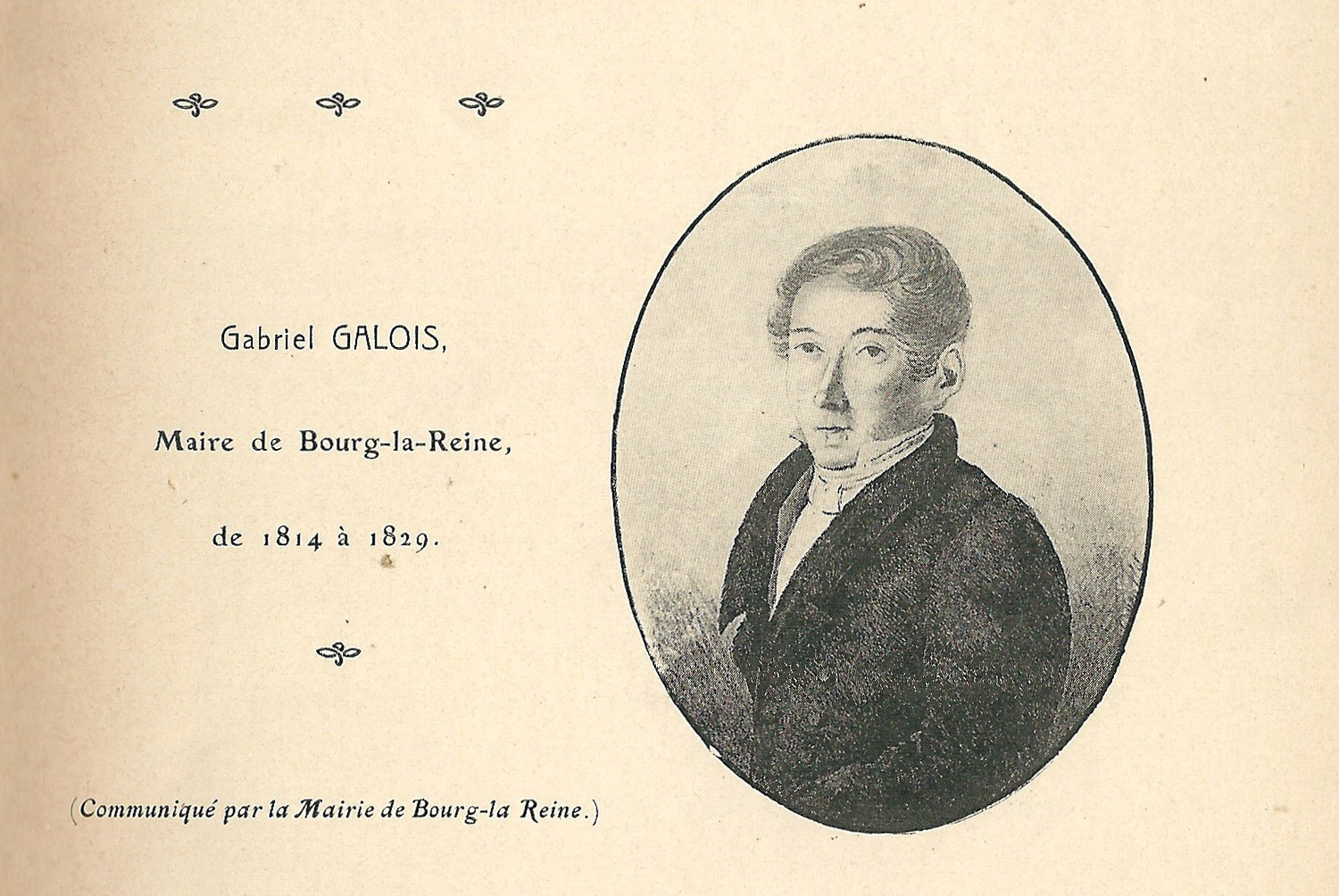
Gabriel Galois, maire de Bourg-la-Reine de 1814 à 1829.

| Période                     | Période     | Identité                       | Étiquette                                                          | Qualité |
| --------------------------- | ----------- | ------------------------------ | ------------------------------------------------------------------ | --- |
| 1790                        | 4 août 1791 | François Gérard Poncelle       | ...                                                                | Aubergiste |
| 1791                        | 1792        | M. Delaverie                   | ...                                                                | |
| 1793                        | 1792        | M. Lambert                     | ...                                                                | |
| 19 nivôse an IV             | 1792        | M. Mouturier                   | ...                                                                | |
| 24 floréal an V             |             | M. Paulmier                    | ...                                                                | |
| 18 brumaire an VIII         |             | M. Audy                        | ...                                                                | |
| (Ier prairial an VIII) 1800 | 1814        | M. Lavisé                      | ...                                                                | ... |
| 1814                        | 1829        | Gabriel Galois                 | ...                                                                | ... |
| 1830                        | 1830        | M. Périgot                     | ...                                                                | ... |
| 1830                        | 1832        | Victor Poreaux                 | ...                                                                | ... |
| 1832                        | 1837        | M. Deroche                     | ...                                                                | ... |
| 1837                        | 1851        | Edme Marie Jean Baptiste Farcy | ...                                                                | notaire de 1832 à 1859 |
| 1851                        | 1864        | Pierre Ravon                   | ...                                                                | ... |
| 1864                        | 1870        | Jules Vidal                    | ...                                                                | ... |
| 1870                        | 1874        | Jean Alphonse Gosse            | ...                                                                | notaire |
| 1874                        | 1876        | Rémy Brun                      | ...                                                                | ... |
| 1876                        | 1878        | Alphonse Bouvret               | ...                                                                | Dramaturge et journaliste |
| 1878                        | 1894        | Louis-Eugène-Marius Jallon     | ...                                                                | ... |
| 1894                        | 1900        | Claude-Adhémar-André Theuriet  | ...                                                                | Homme de lettres |
| 1900                        | 1920        | Albert Candelot                | ...                                                                | Officier supérieur |
| 1920                        | 1940        | Alfred Nomblot (1868-1948)     | Républicains de gauche                                             | Député de la Seine (1928-1932) |
| 1940                        | 1944        | Louis Griffisch                | Président de la délégation spéciale pendant l'occupation allemande | ... |
| 1944                        | 1945        | Henri Vernet                   | ...                                                                | ... |
| 1945                        | 1947        | Charles Felgines               | ...                                                                | ... |
| 1947                        | 1953        | Paul Mainguy                   | ...                                                                | Médecin |
| 1953                        | 1977        | Étienne Thieulin               | ...                                                                | Professeur de Lettres |
| 1977                        | 1991        | Alfred Nomblot                 | UDF                                                                | Pépiniériste |
| 1991                        | 2016        | Jean-Noël Chevreau             | NC (ex UDF)                                                        | Ingénieur, conseiller général de Bourg-la-Reine (1998-2004). Vice-président de l'établissement public territorial Vallée Sud Grand Paris |
| 2016                        | En cours    | Patrick Donath                 | UDI                                                                | Ingénieur, directeur de Renater |